# Listă de politicieni moldoveni implicați în scandaluri publice
Aceasta este o listă de politicieni din Republica Moldova implicați în scandaluri publice:

## Deputați
mandatul 2005-2009
- Valeriu Gumă, a fost condamnat definitiv în 2014 la patru ani de închisoare cu executare într-un dosar de corupție.[1][2][3]

## Vezi și
- Listă de scandaluri publice din Republica Moldova